# Tirol (Natal)
Tirol é um bairro nobre da zona leste do município de Natal. Seu nome é uma referência ao estado austríaco de Tirol. Surgiu em 1947 a partir do desmembramento do bairro Cidade Nova (criado em 1901), que deu origem aos bairros de Petrópolis e Tirol. Limita-se com Petrópolis a norte, a sul com Lagoa Nova e Nova Descoberta, a leste com o Parque das Dunas e a oeste com os bairros de Lagoa Seca, Barro Vermelho e Cidade Alta. Tal como em Petrópolis, suas ruas foram projetadas pelo arquiteto italiano Giácomo Palumbo. Sua população no censo de 2022 era de 19 566 habitantes, estando na décima-sexta posição dentre os 36 bairros de Natal.